# Yunan Tombe Trille Kuku Andali
Yunan Tombe Trille Kuku Andali (* 1. Januar 1964 in Tojoro, Nuba-Berge, Dschanub Kurdufan, Sudan) ist ein sudanesischer Geistlicher und römisch-katholischer Bischof von al-Ubayyid.

## Leben
Yunan Tombe Trille Kuku Andali empfing am 7. April 1991 das Sakrament der Priesterweihe.
Am 13. Februar 2017 ernannte ihn Papst Franziskus zum Bischof von al-Ubayyid. Der emeritierte Erzbischof von Khartum, Gabriel Kardinal Zubeir Wako, spendete ihm am 23. April desselben Jahres die Bischofsweihe. Mitkonsekratoren waren der Apostolische Nuntius im Sudan, Erzbischof Hubertus van Megen, und der Erzbischof von Khartum, Michael Didi Adgum Mangoria.